# エグザスケルトン
『エグザスケルトン』（EXASKELETON）は、2003年12月18日に発売された、Production I.G開発、キキ販売のXbox用ロボットアクションシューティングゲームである。

## 登場キャラクター
ジョー・グラハム
声：滝下毅
ゲッツ・フォン・ギュンター
声：置鮎龍太郎
アーサー・D・カニンガム
声：稲田徹
橘蛍
声：小松由佳
エリザベータ・バルバラッソ
声：町井美紀
クレア・ヒューイット
声：住友優子
里見総二朗
声：青野武
ミゲール・バティスタ
声：郷里大輔

## スタッフ
- メカニックデザイン：佐藤道明
- 脚本：寺戸信寿、檜垣亮
- プログラム：前島昌格、鷹津由、檜垣亮
- スクリプト：小石川淳 、檜垣亮
- 3Dモデリング：塚本倫基、峯村直哉、波多野百合、冨山久美子、田森敦、柏野博之
- 3Dアニメーション：峯村直哉
- レベルデザイン：檜垣亮
- 2Dワークス：松原順
- 作画：浅野恭司、大田和寛
- 彩色・仕上げ：岡本栄司
- 音楽：岩品新
- 音響監督：渡久地誠
- 音響効果：重松俊一
- 制作協力：官能昭宏、竹内仁志
- セールスプロモーション：松村孝晃、黒澤亘
- プロデューサー：檜垣亮
- エグゼクティブプロデューサー：石川光久
- 監督：檜垣亮